# Teinobasis bradleyi
Teinobasis bradleyi là một loài chuồn chuồn kim trong họ Coenagrionidae.
Teinobasis bradleyi được Kimmins miêu tả khoa học năm 1957.